# Eddie Locke
Eddie Locke (2. srpna 1930 Detroit – 7. září 2009 Ramsey) byl americký jazzový bubeník. Na počátké své kariéry, ve čtyřicátých a padesátých letech, působil na detroitské jazzové scéně. V roce 1954 se usadil v New Yorku. Během své kariéry spolupracoval s mnoha dalšími hudebníky, mezi něž patří například Charlie Haden, Earl Hines, Kenny Burrell, Roy Eldridge a Coleman Hawkins. Byl zachycen na fotografii A Great Day in Harlem. Rovněž se věnoval pedagogické činnosti.